# ソマリランドの国旗
ソマリランド共和国の国旗は、1996年10月14日に国会によって承認され、制定された。
緑色のしまに、白い文字でサウジアラビアの国旗と同様のシャハーダ（信仰告白）をデザイン化した文字が描かれている。中央の黒い星は、ソマリランドの五つの地域を表している。
シャハーダが描かれているためホイスト（旗竿に近い側）を右とすること、弔意を表す半旗掲揚にしないこととされている。これはサウジアラビア国旗も同様である。

## 旗の色などの意味
- 緑 - 繁栄
- 白 - 平和
- 赤 - 英雄の血。
- シャハーダ - イスラム教
- 黒 - 大ソマリア主義の夢の終焉。

橙色を使用した事例
?縦横比2:3の別タイプ

## 旧国旗

1991年から1996年まで使用されていた国旗
(縦横比1対2)

ソマリランドの旧国旗は1991年5月18日に制定されたもので、白地に緑の円が中央に配置されており、その円の周りには黒字でシャハーダが描かれている。

## イギリス領ソマリランドの旗
イギリス領ソマリランド（1884年 - 1960年）時代の旗は以下の通りである。1903年以降についてはブルー・エンサインの右側にソマリランドの国章を入れたものであり、1950年に国章のデザインが変更されたために旗のデザインも変更された。

?1903年から1950年までの旗
?1950年から1952年までの旗
?1952年から1960年までの旗